# Burgstall Tröglersreuth
Der Burgstall Tröglersreuth ist eine abgegangene Niederungsburg im gleichnamigen Ortsteil der Oberpfälzer Stadt Tirschenreuth im Landkreis Tirschenreuth in Bayern. Der Burgstall ist als Bodendenkmal denkmalgeschützt.

## Geschichte
Anfang des 14. Jahrhunderts wird ein curiam in Trogleinsreut als Waldsassener Lehen genannt. Im Volksmund wird es bis in die Gegenwart als „Edelgut“ bezeichnet, da es zeitweise Adlige als Inhaber hatte. 1360 überließ der Beidler Pfarrer dem Besitzer von Tröglersreuth mit Einwilligung des Klosters auf zwei Jahre die Abgaben, die dieser zu leisten hatte. Bereits 1378 war Tröglersreuth verödet. Um 1412 scheint die Öde wieder aufgebaut worden zu sein, denn in diesem Jahr verkaufte ein Besitzer seinen Hof an den Richter von Falkenberg. Um 1446 erscheint erstmals ein Geschlecht der Tröglersreuther auf Tröglersreuth.  1493 findet ein ortsadeliges Geschlecht der Trogleinreuther beim Kauf eines Weilers Albernhof Erwähnung. Zwischenzeitlich war wieder das Kloster in Besitz des Gutes gekommen und verkauft dieses endgültig 1522, verbunden mit einer Abschaffung des Zehents, stattdessen mussten nur noch jährlich 6 Gulden gezahlt werden. Vom Januar bis Ende März 1647 hielt sich der Pfarrer von Beidl in Tröglersreuth auf, da das Pfarrdorf von fremden Soldaten besetzt war. Es war damals noch durch einen Burggraben und seine versteckte Lage vor Überfällen geschützt. In der Uraufnahme des Königreichs Bayern zu Beginn des 19. Jahrhunderts erscheint kein Hinweis auf die abgegangene Burg. 1872 brennt das Gut nieder, der Wiederaufbau erfolgt 200 m östlich des heutigen Burgstalls.